# Slaughterhouse
Slaughterhouse byla americká hiphopová hudební superskupina, kterou tvořili rappeři Joell Ortiz, Kxng Crooked, Royce da 5'9" a Joe Budden. Její počátky sahají do roku 2008, kdy se všichni budoucí členové sešli v nahrávce písně „Slaughterhouse“ z Buddenova alba Halfway House. Již v srpnu 2009 vyšlo ve vydavatelství E1 Music jejich první společné album, rovněž nazvané Slaughterhouse, které se dostalo na 25. příčku hitparády Billboard 200 a během prvního týdne se prodalo přes 18 tisíc nosičů.
V únoru 2011 vyšlo u E1 Music šestipísňové EP, opět nazvané Slaughterhouse, a následně kapela podepsala smlouvu se společností Shady Records, založenou rapperem Eminemem. V srpnu 2012 vyšel mixtape On the House a nedlouho po něm druhá dlouhohrající deska, nazvaná Welcome to: Our House. Hostovali na ní Busta Rhymes, Eminem, CeeLo Green Skylar Greyová a další a v hitparádě Billboard 200 se dostala až na druhé místo; do listopadu se prodalo přes 146 tisíc nosičů.
V květnu 2013 skupina oznámila zahájení prací na třetím albu. V květnu 2014 se na trh dostal druhý mixtape kvartetu, nazvaný House Rules, počátkem následujícího roku členové oznámili, že práce na plnohodnotné desce se blíží ke konci a chystají se ji vydat již v létě toho roku. K vydání však nedošlo, a Budden v roce 2017 uvedl, že ani nikdy nedojde. V dubnu 2018 oznámil Kxng Crooked svůj odchod z kapely. Nedlouho poté Royce da 5'9" oznámil rozpad celé skupiny Slaughterhouse.